# Bohumil Kratochvíl (motocyklový závodník)
Bohumír Kratochvíl (* 16. října 1936) byl český silniční motocyklový závodník.

## Závodní kariéra
V místrovství Československa startoval v letech 1960-1964. V celkové klasifikaci skončil nejlépe na třetím místě ve třídě do 350 cm³ v roce 1962. Jezdil především na motocyklu Jawa 350 cm³ OHC.

## Umístění
- Mistrovství Československa silničních motocyklů
  - 1960 do 250 cm³ - nebodoval
  - 1960 do 350 cm³ -
  - 1961 do 350 cm³ -
  - 1962 do 350 cm³ - 3. místo
  - 1963 do 350 cm³ - 11. místo
  - 1964 do 350 cm³ -